# Kaggalipura, Bangalore South
Kaggalipura là một làng thuộc tehsil Bangalore South, huyện Bangalore Urban, bang Karnataka, Ấn Độ.